# Balclutha chersonesia
Balclutha chersonesia är en insektsart som beskrevs av William Lucas Distant 1917. Balclutha chersonesia ingår i släktet Balclutha och familjen dvärgstritar. Inga underarter finns listade i Catalogue of Life.